# Volcán de la Arzollosa
El volcán de la Arzollosa se encuentra situado en el término municipal de Piedrabuena, en la provincia de Ciudad Real, España. Tiene una edad que podría oscilar entre ocho y un millón y medio de años y forma parte de lo que antiguamente se conocía como la "Región volcánica central". Hoy los científicos denominan este territorio como la zona volcánica del Campo de Calatrava.

## Geomorfología
El edificio volcánico es uno de los mejor formados del Campo de Calatrava con un gran manto y algunas coladas muy interesantes. Su origen fue una erupción efusiva posterior a otras erupciones explosivas muy cercanas. Se trata de un volcán tipo estromboliano y se pueden ver además de basaltos diferentes materiales como bombas de gran tamaño.
Una de las descripciones de la Dra. Elena González Cárdenas (1997: 27) es muy expresiva:

El edificio Manoteras está integrado por extensos y potentes mantos de lava (nefelinitas) que rellenan la mitad norte de la depresión y rebasan por el S y SW el emplazamiento de Piedrabuena, y por un esbelto cono, disimétrico, de 81 metros de altura relativa, emplazado al pie de las laderas de las sierras cuarcíticas a las que supera en altura, formado por material de proyección aérea, en el que son frecuentes las bombas de gran tamaño. Las coladas emitidas por este volcán descienden suavemente hacia el S y hacia el SW, formando rampas que tienen un desnivel medio superior a los 100 metros. Sobre el vallejo del Arroyo de La Peralosa las coladas presentan una disposición escalonada

En su cara sur se encuentra una antigua galería de una mina y se cuenta en el municipio que se trató de una búsqueda de oro aunque no consta por el momento información histórica fidedigna ni bibliográfica, hemerográfica o documental.

## Usos del suelo
La práctica totalidad de su extensión se encuentra cultivada fundamentalmente con cereales con el sistema de "año y vez" en pequeñas parcelas separadas las más de las veces por setos vivos y setos inertes que le confieren una gran belleza y plasticidad paisajística.La parte con más pendiente sólo se aprovecha para la ganadería caprina y la actividad cinegética.

## Toponimia
El topónimo proviene del nombre vernáculo "arzollo" que significa almendro silvestre siendo muy abundantes estos árboles en las lindes de las fincas y los terrenos no cultivados. Este volcán recibe también el nombre de "Manoteras". En la toponimia vernácula se suele usar el término "morro" y "cerro".

## Acceso
Aunque el cono volcánico es visible desde diferentes lugares del municipio para conseguir una visión de conjunto se puede subir hasta la ermita de la Sierra de la Cruz dónde se encuentra un mirador desde el que se observa toda la cubeta de Piedrabuena y el volcán de la Arzollosa.
Para llegar al edificio volcánico se puede salir del casco urbano por la carretera de Toledo dirección a Porzuna y el primer camino a la derecha nos lleva hasta él. Dicho camino se bifurca y cualquiera de las dos alternativas nos acercan y pasan a escasos metros.
Además hay varios caminos y rutas con indicadores y paneles que se pueden usar para recorrer y conocer este espacio a pie. Se puede subir de forma muy pausada por la cara norte. Desde la cima se observa un paisaje de gran belleza y se divisan las diferentes crestas de las sierras cuarcíticas cercanas que los geógrafos llaman "mar de cumbres" por su isoaltitud. Además se pueden distinguir otros edificios y asomos volcánicos cercanos así como el castillo de Miraflores.

## Vegetación y fauna
La vegetación se encuentra muy alterada por los usos antrópicos. Se pueden encontrar algunas especies de gran interés como varios géneros de orquídeas.
En este espacio se pueden observar bastantes especies de aves como el sisón, la urraca (Pica pica), el críalo, la perdiz roja (Alectoris rufa) o el aguilucho pálido entre otras muchas. Entre los mamíferos destacan el conejo y la liebre y entre los reptiles la culebra de escalera (Elaphe scalaris). 

## Status y estado de conservación
En la actualidad el volcán de la Arzollosa se encuentra protegido con la figura de "Monumento Natural" formando parte de la Red Natura 2000. El territorio protegido tiene una extensión de 430,80 hectáreas.
El estado de conservación en general es aceptable aunque se han producido algunas modificaciones y destrucciones recientemente - daños en el frente de una colada el año 2009- que hacen poner en duda las escasas medidas de conservación, concienciación y vigilancia actuales.

## Percepción social
En general en el municipio de Piedrabuena no existe una valoración especial sobre la belleza o la importancia paisajística,geomorfológica o biogeográfica del volcán o cerro de la Arzollosa. No se trata tampoco de un elemento destacable en lo que se podría denominar "el imaginario geográfico colectivo". Durante muchos años se ha tenido la idea, la intención y el deseo de transformar este territorio en zona de regadío y en llevar a cabo la concentración parcelaria.
El hecho de haber sido protegido ha supuesto en algunas personas un cambio o "reactancia" que podría estar detrás de algún capítulo de destrucción del frente de una colada de gran belleza y accesibilidad ocurrido el año 2009.

## Usos antrópicos
Además de la actividad agroganadera y cinegética ya mencionada en estas tierras se suelen aprovechar algunos frutos silvestres como los espárragos. Es frecuente la recogida de musgo para la elaboración de "cruces de mayo" o portales de Belén. Igualmente y con el mismo fin se han venido recogiendo determinadas plantas y piedras de basalto. Las abundantes piedras de basalto se han ido recogiendo y amontonando en las lindes o sobre rocas que afloran a la superficie para favorecer las labores agrícolas. Estas piedras han sido usadas en la construcción fundamentalmente para los rodapiés de fachadas como elemento decorativo.

## Legislación
- Decreto 25/2009, de 31/03/2009, por el que se declara Monumento Natural el Volcán de Piedrabuena, en el término

municipal de Piedrabuena, provincia de Ciudad Real. [2009/4758]  (enlace roto disponible en Internet Archive; véase el historial, la primera versión y la última).
- Datos: Q6164668